# Ceratozamia
A Ceratozamia a cikászok (Cycadophyta törzsébe sorolt bunkóspálmafélék (Zamiaceae) családjának egyik nemzetsége mintegy másfél tucat fajjal.

## Származása, elterjedése
Dél- és Közép-Amerika trópusi, illetve szubtrópusi területein él.

## Megjelenése, felépítése
Fásszárú, levelei párosan szárnyaltak.